# 貴センチャイジム
貴・センチャイジム（タカユキ センチャイジム、1985年3月17日 - ）は、日本のムエタイおよびキックボクシングの元選手。センチャイムエタイジム所属。WMC世界スーパーフライ級王者、初代ルンピニーボクシングスタジアムオブジャパンスーパーフライ級王者、第3代ムエタイオープンバンタム級王者、初代ムエタイオープンフライ級王者、第7代NJKFフライ級王者。2019年2月24日に引退。本名は、駒村貴之（こまむらたかゆき）。東京都渋谷区出身。
タイ・バンコクで行われていた金曜ルンピニー大会にて日本人で初のテレビ生放送出場するなど日本とタイで活躍。キックボクシングジム「STAGE 青山 外苑前」にて「貴之ムエタイパーソナル」のトレーナーも行っている。

## 戦績

### プロキックボクシング
| キックボクシング 戦績 | キックボクシング 戦績 | キックボクシング 戦績 | キックボクシング 戦績 | キックボクシング 戦績 | キックボクシング 戦績 | キックボクシング 戦績 |
| --------------------- | --------------------- | --------------------- | --------------------- | --------------------- | --------------------- | --------------------- |
| 42 試合               | (T)KO                 | 判定                  | その他                | 引き分け              | 無効試合              |                       |
| 30 勝                 | 7                     | 23                    | 0                     | 2                     | 0                     |                       |
| 10 敗                 | 5                     | 5                     | 0                     | 2                     | 0                     |                       |

| 勝敗 | 対戦相手                               | 試合結果                  | 大会名                                                                                           | 開催年月日     |
| ○    | デンナダオ・ムーピンアロイジャンボーイ | 判定勝ち【3R判定3－0】    | MuayThaiOpen 44 ※引退試合                                                                        | 2019年2月24日  |
| ○    | ポンサクレック・シンサンデー           | TKO勝ち【2R 2分42秒 TKO】 | MuayThaiOpen 43                                                                                  | 2018年11月25日 |
| ○    | 清志                                   | 判定勝ち【3R判定3－0】    | BOM19 – The Battle Of Muay Thai 19                                                               | 2018年10月14日 |
| ×    | 岩浪悠弥                               | KO負け【4R 2分56秒 KO】   | MuayThaiOpen 42                                                                                  | 2018年7月22日  |
| ×    | ペットパックポーン・ロー・カラランパン | TKO負け【3R TKO】         | ルンピニースックギャットペット ※日本人で初の金曜ルンピニー大会のテレビ生放送出場                 | 2018年6月15日  |
| ○    | ユウ・リバイバルジム                   | KO勝ち【2R2分59秒 】      | MuayThaiOpen 41 ※MuayThaiOpenバンタム級タイトルマッチで新王者に                                  | 2018年4月30日  |
| ○    | 小嶋勇貴                               | 判定勝ち【3R判定2-1】     | J-KICK 2018 ～1st～                                                                              | 2018年3月4日   |
| ○    | Mr.ハガ                                | 判定勝ち【3R判定3－0】    | MuayThaiOpen40                                                                                   | 2017年11月26日 |
| ×    | 片島聡志                               | 判定負け【3R 判定0－3】   | The Battle Of Muaythai XV                                                                        | 2017年8月6日   |
| ×    | ポンチャン・OZジム                     | 判定負け【3R 判定0－3】   | MuayThaiOpen39 ＆ Lumpinee Boxing Stadium of Japan                                               | 2017年7月9日   |
| ×    | 大田拓真                               | KO負け【4R KO】           | MuayThaiOpen38                                                                                   | 2017年4月2日   |
| ○    | 片島聡志                               | 判定勝ち【3R判定3－0】    | 蹴拳 34                                                                                          | 2017年1月29日  |
| ○    | ピンポンパン・エスジム                 | 判定勝ち【3R判定3－0】    | MuayThaiOpen 37 ＆ LumpineeBoxingStadium of Japan                                                | 2016年12月25日 |
| ○    | グックコン・13リアンエクスプレス       | KO勝ち【2R2分59秒 KO】    | MuayThaiOpen36                                                                                   | 2016年10月2日  |
| ○    | 岩浪悠弥                               | 判定勝ち【5R判定2－1】    | MuayThaiOpen35 ＆ LumpineeBoxingStadium of Japan ※LPNJスーパーフライ級タイトルマッチで初代王者に | 2016年7月17日  |
| ○    | 優吏                                   | KO勝ち【1R2分11秒 KO】    | ZONE4『原点回帰』                                                                                | 2016年5月1日   |
| ○    | セーンスリヤ・エラワン                 | 判定勝ち【5R判定3－0】    | MuayThaiOpen 34                                                                                  | 2016年2月7日   |
| ×    | 佐々木雄汰                             | 判定負け【5R判定0－2】    | MuayThaiOpen33 ＆ Lumpinee Boxing Stadium of Japan ※MuayThaiOpenスーパーフライ級王座決定戦       | 2015年12月13日 |
| ×    | ユン・ドクジェ                         | 判定負け【3R判定0－3】    | 蹴拳27                                                                                           | 2015年10月25日 |
| △    | 佐々木雄汰                             | ドロー【5R判定1－1】      | MuayThaiOpen31                                                                                   | 2015年6月28日  |
| ○    | 薩摩サザ波                             | 判定勝ち【5R判定2－1】    | ZONE×REAL 第二章 第1部 ZONE 2                                                                    | 2015年5月2日   |
| ×    | 小笠原瑛作                             | TKO負け【2R1分47秒 TKO】  | MuayThaiOpen30 ※MuayThaiOpenスーパーフライ級王座決定戦                                           | 2015年3月22日  |
| ○    | エイクノーイ・ロンポージム             | KO勝ち【2R1分33秒 KO】    | 蹴拳24                                                                                           | 2015年1月31日  |
| ○    | コンペット・ギャットガンポン           | 判定勝ち【3R判定3－0】    | MuayThaiOpen 29                                                                                  | 2014年12月14日 |
| ○    | 勇児                                   | 判定勝ち【5R判定2－1】    | Muay Thai Open28 ※MuayThaiOpenフライ級初代王者決定戦                                             | 2014年10月5日  |
| ○    | 薩摩3373                               | 判定勝ち【3R判定3－0】    | J-NETWORK J-FIGHT＆J-GIRLS 2014 4th                                                              | 2014年7月27日  |
| ○    | サラウッド・ピタックパーパーデン       | 判定勝ち【5R判定2－0】    | MuayThaiOpen27 ※WMC世界スーパーフライ級王座決定戦                                                | 2014年6月8日   |
| ×    | ニモ                                   | TKO負け【3R1分34秒 TKO】  | NJKF 2014 3rd ※NJKFフライ級タイトルマッチで初防衛に失敗                                          | 2014年4月13日  |
| ○    | コンクライ・シップブンミー             | 判定勝ち【5R判定2－0】    | NJKF MuayThaiOpen 26                                                                             | 2014年2月2日   |
| ×    | シティサク・シッブンミィ（タイ）       | 判定負け【3R判定0－3】    | NJKF MuayThaiOpen25                                                                              | 2013年12月1日  |
| ○    | 城戸良星                               | 判定勝ち【3R判定2－0】    | M-FIGHT The Battle of Muaythai II                                                                | 2013年9月8日   |
| ○    | 勇児                                   | TKO勝ち【5R2分56秒 TKO】  | NJKF MuayThaiOpen 24                                                                             | 2013年6月30日  |
| ×    | 加藤竜二                               | 判定負け【3R判定0－3】    | NJKF 2013 3rd                                                                                    | 2013年4月29日  |
| ○    | ニモ                                   | 判定勝ち【5R判定3－0】    | NJKF 2013 1st ※NJKFフライ級王座決定戦                                                            | 2013年2月17日  |
| ○    | SHOTA                                  | 判定勝ち【3R判定3－0】    | NJKF TREASURE HUNT 2 ※NEW JAPAN WARSフライ級決勝進出査定試合                                     | 2012年12月16日 |
| ○    | 鰤鰤左衛門                             | 判定勝ち【3R判定3－0】    | NJKF MuayThaiOpen 22                                                                             | 2012年10月21日 |
| ○    | 剛                                     | 判定勝ち【3R判定3－0】    | NJKF Muay Thai Open21                                                                            | 2012年7月29日  |
| △    | ニモ                                   | ドロー【3R判定0－1】      | NJKF KICK TO THE FUTURE 3                                                                        | 2012年6月24日  |
| ○    | 小林瑞季                               | 判定勝ち【3R判定3－0】    | NJKF Muay Thai Open20                                                                            | 2012年5月26日  |
| ○    | 勇磨                                   | KO 2R 2分13秒             | NJKF Muay Thai Open19                                                                            | 2012年3月25日  |
| ×    | Khunasin Chawwijak                     | 判定負け【3R判定0－3】    | MBK Fight Night                                                                                  | 2012年2月22日  |
| ○    | 大虎                                   | 判定勝ち【3R判定3－0】    | NJKF Muay Thai Open18                                                                            | 2011年12月04日 |

- アマチュアキックボクシング:10戦8勝0敗2分

## 獲得タイトル
- WMC世界スーパーフライ級王者
- 初代ルンピニーオブジャパンスーパーフライ級王者
- 第3代MUAYTHAIOPENバンタム級王者
- 初代MUAYTHAIOPENフライ級王者
- 第7代ニュージャパンキックボクシング連盟(NJKF)フライ級王者